# 阿吉拉尔-德拉弗龙特拉
阿吉拉尔德拉夫龙特拉，是西班牙安达卢西亚自治区科尔多瓦省的一个市镇。总面积167平方公里，总人口13421人（2001年），人口密度80人/平方公里。